# Hasan Şaş
Hasan Gökhan Şaş, né le 1er août 1976 à Karataş (Adana), est un footballeur international turc qui évoluait au poste de milieu offensif gauche. Il a longtemps joué pour Galatasaray.  

## Biographie
Sélectionné pour la Coupe du monde 2002, il participe à l'épopée turque qui décrochera la troisième place. Durant la compétition, il s'illustre en marquant deux buts face au Brésil puis face à la Chine au premier tour. 

## Carrière
- 1994-1995 :  Adana Demirspor
- 1995-1998 :  Ankaragücü
- 1998-2009 :  Galatasaray

## Palmarès

### En club
- Vainqueur de la Coupe de l'UEFA en 2000
- Vainqueur de la Supercoupe de l'UEFA en 2000
- Champion de Turquie en 1998, 1999, 2000, 2002, 2006 et 2008
- Vainqueur de la Coupe de Turquie en 1999, 2000 et 2005

### En sélection
- 40 sélections et 2 buts avec l'équipe de Turquie entre 1998 et 2006
- 3e de la Coupe du monde 2002 avec la Turquie

### Distinctions personnelles
- Nommé pour le Ballon d'or 2002, il finit finalement dixième avec 10 points.
- Membre de l'équipe type de la coupe du monde 2002